# Велика Кнежа
Велика Кнежа је мало ненасељено острвце у хрватском делу Јадранског мора.
Велика Кнежа на којој постоји светионик, се налази у Пељешком каналу, преко пута рта Кнежа на северној обали острва Корчула, од којег је удаљена око 0,2 km. Површина острвца износи 0,037 km². Дужина обалске линије је 0,75 km.. Највиша тачка на острву је висока 18 м.
Из поморске карте се види да светионик, који се налази на запдној обали острва шаље светлосни сигнал сваких 6 сек. Домет светионика је 8 mi (13 km).